# Al-Azi
Al-Azi (hebr. אל עזי) – arabska wieś położona w samorządzie regionu Jo’aw, w Dystrykcie Południowym, w Izraelu.
Leży w północno-zachodniej części pustyni Negew, w otoczeniu moszawów Arugot, Jinnon, Kefar ha-Rif, Segulla i Timmorim, kibucu Kefar Menachem, oraz wioski młodzieżowej Kedma.

## Historia
Wieś została oficjalnie uznana w 2003, jednak istniała dużo wcześniej. W rzeczywistości składa się z dwóch wiosek połączonych z sobą: zachodniej Al-Azi (Hirbet Tartar) i wschodniej Al-Azi (Istis).

## Gospodarka
Gospodarka wioski opiera się na rolnictwie i hodowli bydła.

## Komunikacja
Na wschód od wioski przebiega autostrada nr 6, brak jednak możliwości wjazdu na nią. Lokalna droga prowadzi na północny wschód do moszawu Jinnon i dróg ekspresowych nr 3  (Aszkelon–Modi’in-Makkabbim-Re’ut) i nr 40  (Kefar Sawa-Ketura).